# علیگه
علیگه یکی از روستاهای استان ایلام است که در دهستان نبوت بخش مرکزی شهرستان ایوان واقع شده‌است.